# Туржанский, Борис Александрович
Борис Александрович Туржанский (9 марта 1900 — 14 июня 1948) — советский лётчик, первый Герой Советского Союза за боевые заслуги (31 декабря 1936 года), брат А. А. Туржанского.

## Биография
Борис Александрович Туржанский родился 9 марта 1900 года в городе Смоленске в семье служащего. Учился в 1-м Смоленском реальном училище, а затем в Смоленской гимназии. После переезда в Москву в 1915 году, учился в Московском художественном училище.
В 1918 году добровольно вступил в Красную армию. Участвовал в Гражданской войне: 1918—1919 — младший телефонист, мотоциклист 1-го корпусного и 7-го истребительного авиационных отрядов 9-й армии Южного и Юго-Восточного фронтов, в 1920 — шофёр политуправления 9-й армии Кавказского фронта.
- 1921 — окончил Егорьевскую военно-теоретическую авиационную школу и Зарайскую лётную школу первоначального обучения[2].
- 1922 — окончил Качинскую военную авиационную школу лётчиков[3].
- 1923 — окончил Московскую высшую авиационную школу и Серпуховскую авиационную школу воздушной стрельбы и бомбометания[3].
- 1923—1924 — лётчик-инструктор Качинской военной авиационной школы лётчиков[3].
- 1924—1925 — служба в строевой части ВВС Киевского военного округа.
- 1925—1927 — лётчик-инструктор Военно-воздушной академии имени Н. Е. Жуковского.
- 1927—1936 — служба в строевой части ВВС Киевского военного округа (помощник начальника штаба авиабригады, командир отряда).
- 1929 — окончил курсы усовершенствования командного состава при Военно-воздушной академии имени Н. Е. Жуковского. Командир отряда, авиаэскадрильи, бригады (Белорусский и Закавказский военные округа).
- 1932—1933 — командовал 7-й истребительной авиаэскадрильей имени Дзержинского.
- 1934—1936 — командовал авиабригадой в городе Баку, прикрывающей нефтепромыслы. Обучил бригаду ночным полётам. Избирался членом правительства Закавказской республики. За отличную работу был награждён мотоциклом «Харлей».
- 1936 — слушатель оперативного факультета Военно-воздушной академии имени Н. Е. Жуковского.
- 22 октября 1936 — 11 февраля 1937 — участвовал в Гражданской войне в Испании командиром авиагруппы И-15 Северного фронта. Был ранен, в результате чего ослеп на один глаз. Получил медаль Героя Советского Союза (№ 12).
- 1937 — лётчик-инспектор Управления ВВС РККА. Добился разрешения на полёты без ограничений по состоянию здоровья[4].
- 1937—1939 — лётчик-испытатель военной приёмки авиазавода № 1 в Москве. Испытывал самолёты И-15бис и И-153.
- 1939—1941 — начальник лётно-испытательной станции авиазавода № 1. Испытывал истребители И-153, МиГ-1 и МиГ-3.
- Июль 1941 — в составе 1-й отдельной истребительной авиационной эскадрильи ПВО города Москвы нёс ночные боевые дежурства на Центральном аэродроме.
- Июль — декабрь 1941 — начальник лётно-испытательной станции авиазавода № 301 города Химки Московской области. Испытывал истребители Як-1 и Як-7.
- 1941—1943 — начальник лётно-испытательной станции авиазавода № 153 города Новосибирск. Испытывал истребители Як-7, Як-9, их модификации.
- С 1943 — начальник лётно-испытательной станции авиазавода № 82 города Тушино. Испытывал истребители Як-7, Як-9, их модификации.
- 1945 — лётчик-испытатель 1-го класса.
- 14 июня 1948 — умер от тяжёлой болезни в Москве и был похоронен на Армянском кладбище.

## Подвиг
В воздушных боях в Испании эскадрилья под его командованием сбила 6 самолётов противника (Туржанский лично сбил 3 самолёта). 20 декабря 1936 года во время вынужденной посадки после боя получил тяжёлые ранения (в горах истребитель скапотировал). В результате сложной черепной операции потерял глаз и был отправлен на родину.
За мужество и героизм, проявленные при выполнении воинского и интернационального долга, комбригу Туржанскому Борису Александровичу 31 декабря 1936 года присвоено звание Героя Советского Союза. Он стал первым Героем Советского Союза, получившим это звание за боевые заслуги. 4 ноября 1939 года ему была вручена медаль «Золотая Звезда».

## Память

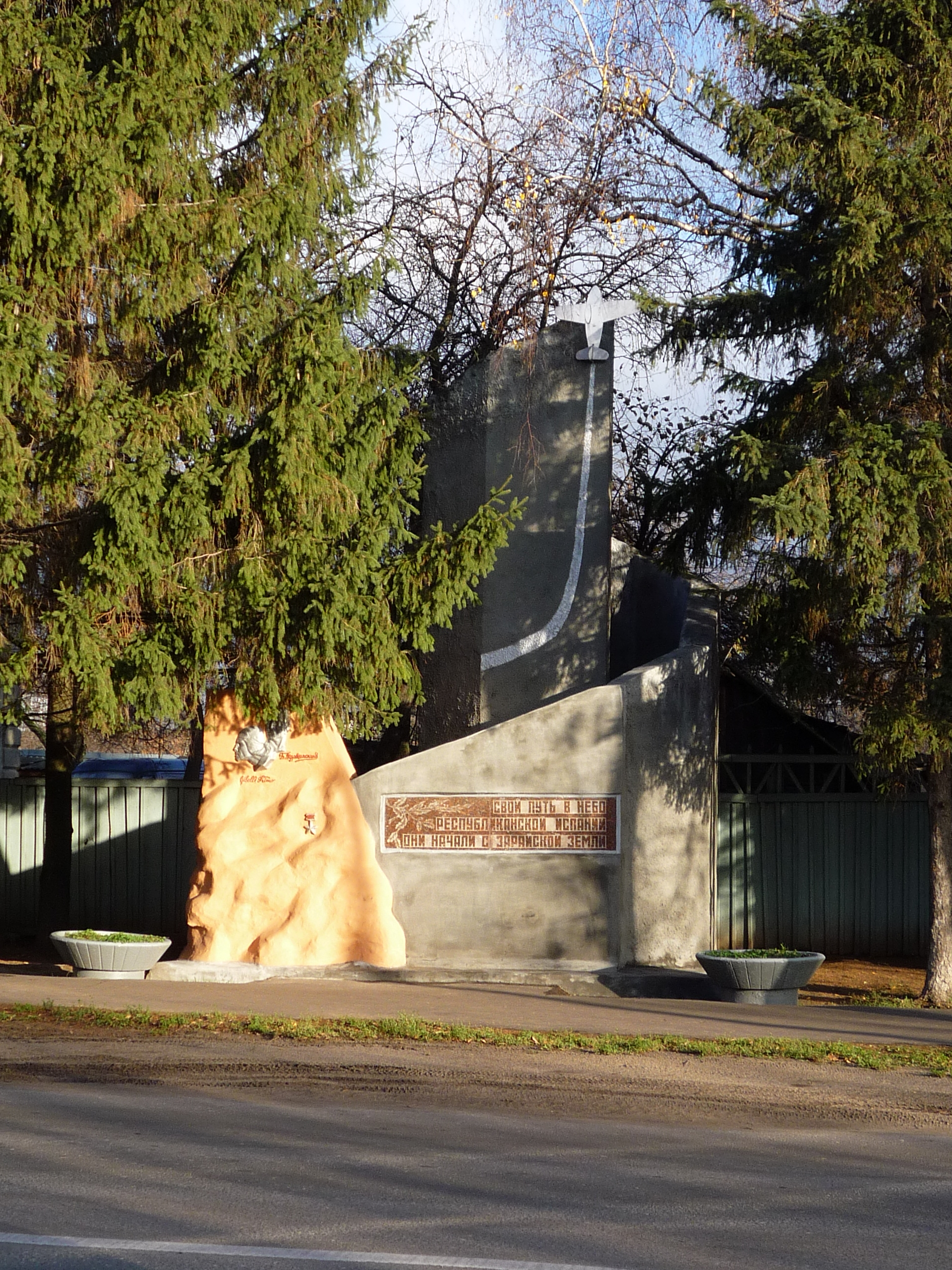
Обелиск Туржанскому и Джибелли в Зарайске

- В городе Зарайск установлен обелиск и памятная доска.
- В марте 1971 года именем Туржанского назван сверхзвуковой ракетоносец.

## Награды
- Медаль «Золотая Звезда» Героя Советского Союза;
- два ордена Ленина;
- два ордена Красного Знамени;
- орден Отечественной войны I степени;
- орден Красной Звезды;
- медали.